# Іванець-киванець
|                                                                                             |  | |
| У цієї статуетки низький центр мас, оскільки вона порожня і заповнена вантажем тільки знизу |  | При виведенні її з рівноваги висота центру мас збільшується (з зеленої лінії до помаранчевої) і центр мас йде від точки дотику із землею, внаслідок чого на фігурку діє сила, яка повертає її в початкове положення |

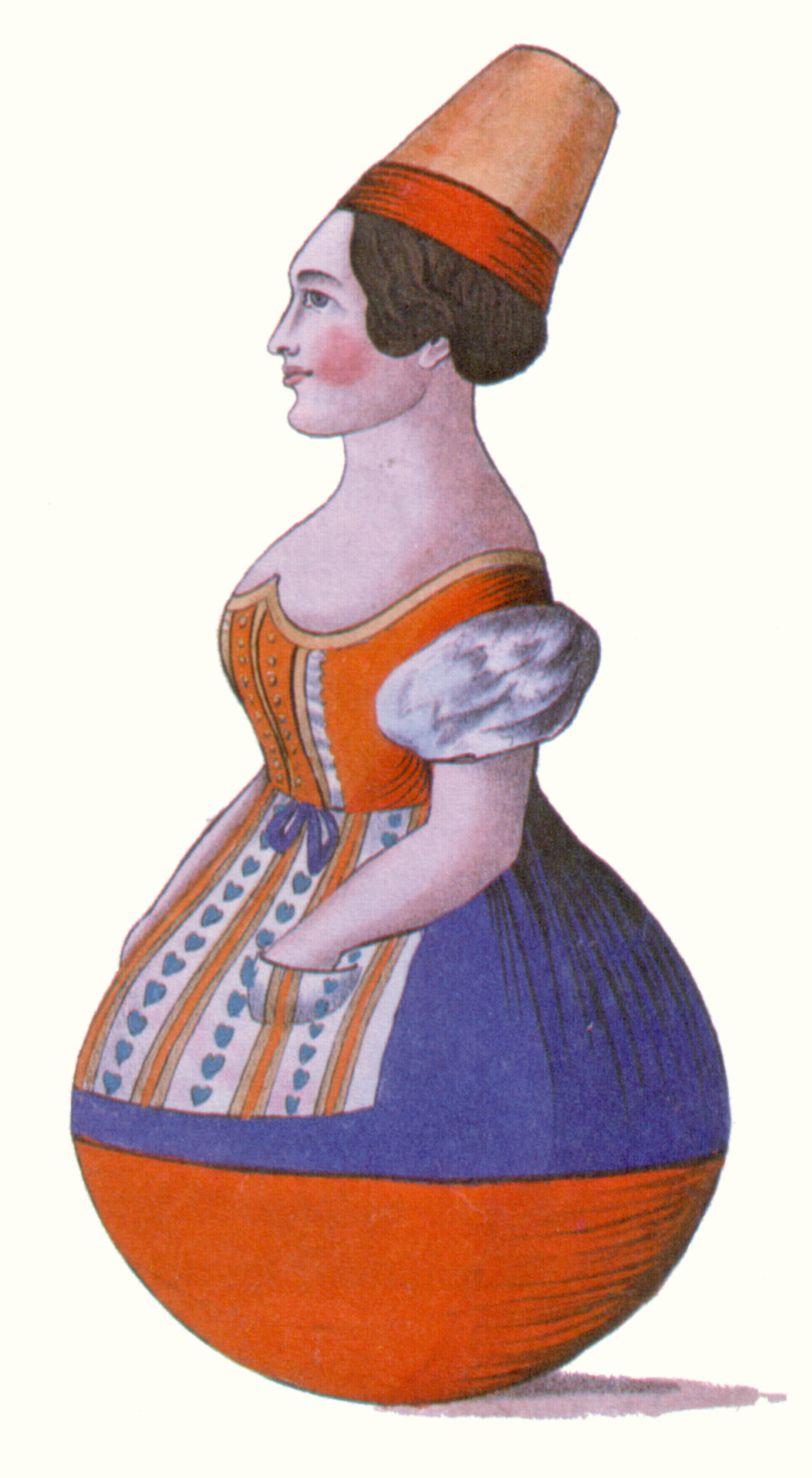
Лялька-неваляйка у грецькому одязі (з книги XIX століття)

Іване́ць-киване́ць, іва́н-покива́н, іноді також ля́лька-неваля́йка (рос. неваля́шка, ва́нька-вста́нька) — дитяча іграшка, принцип дії якої базується на тому, що всередині об'єму малої щільності присутній масивний тягар, в результаті чого іграшка займає чітко визначене конструкцією положення (лялька, наприклад, головою вгору).
Іванець-киванець вважається традиційною іграшкою для дітей. Поєднує брязкальце і стабілізаційний пристрій. Привертає яскравістю кольору. Форма зручна і безпечна для малюка. Розвиває слух (всередині іноді розміщується дзвіночок), уяву, колірне сприйняття, координацію рухів. У ранньому віці дітям дуже подобається виявляти нові цікаві предмети, і тому дитина із задоволенням грає з лялькою-неваляйкою. Якщо нахилити цю іграшку, вона самостійно приймає початкове положення, здійснивши перед цим декілька коливань.